# 貝拉縣

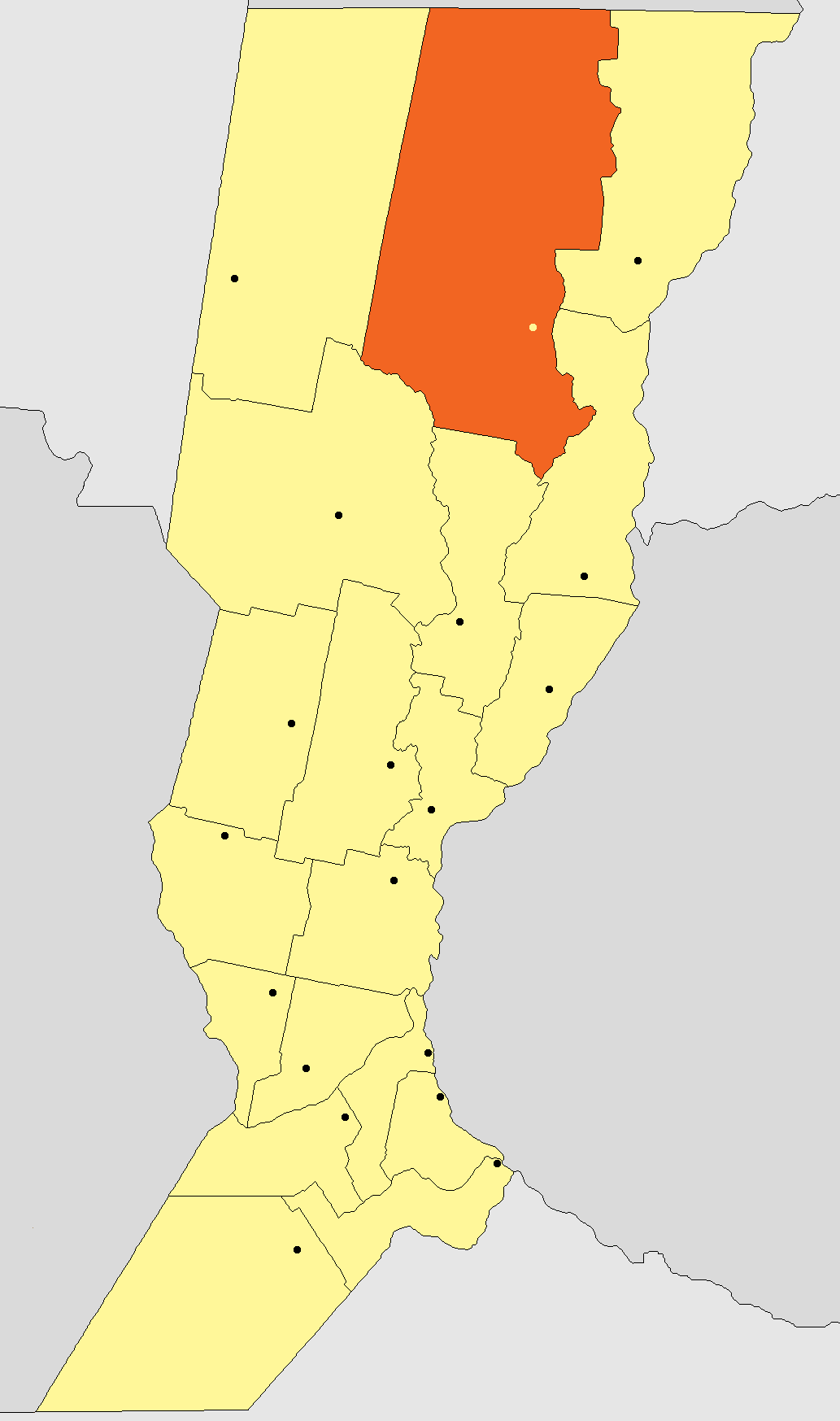

29°28′S 60°13′W / 29.467°S 60.217°W
貝拉縣（西班牙語：Departamento Vera），是阿根廷的縣份，位於該國東北部聖大非省，首府設於貝拉，北面是查科省，面積21,096平方公里，2010年人口51,494，人口密度每平方公里2.44人。